# Copa Mundial de Rugby de 2007
La Copa Mundial de Rugby de 2007 (IRB Rugby World Cup France 2007™ en inglés y Coupe du monde de rugby à XV 2007 en francés) fue la VI Copa Mundial de Rugby de la World Rugby. La sede fue Francia, se desarrolló desde el 7 de septiembre hasta el 20 de octubre de 2007. Esta fue la primera ocasión en que dicha competición se disputó en la Europa continental tras haberse organizado ya en las islas británicas (anteriormente habían sido anfitriones europeos Inglaterra y Gales).
Compitieron las 20 selecciones clasificadas tras la disputa de diferentes rondas clasificatorias que comenzaron en 2004. Fueron un total de 48 partidos (de los cuales tres se jugaron en Cardiff, Gales y dos en Edimburgo, Escocia), en un total de 44 días.

## Equipos participantes
En esta edición de la Copa del Mundo de Rugby participaron 20 equipos, de los cuales ocho llegaron a cuartos de final en la Copa Mundial de Rugby de 2003 y de esta manera obtuvieron la clasificación automática (Inglaterra, Australia, Nueva Zelanda, Francia, Sudáfrica, Irlanda, Gales y Escocia). Otros diez puestos fueron atribuidos en diferentes rondas clasificatorias regionales que se llevaron a cabo desde septiembre de 2004. Para estas competiciones de clasificación se procedió a dividir a los 94 equipos participantes en cinco grupos regionales, correspondiendo a cada región distinta cantidad de lugares: África (1), América (3), Asia (1), Europa (3) y Oceanía (2). Finalmente, se atribuyeron dos puestos adicionales para la fase final a disputar en Francia, en una fase de repechaje entre el mejor de los no clasificados de cada región.
El 20 de julio calificaron Samoa y Fiyi como Oceanía 1 y 2, respectivamente. El 8 de julio de 2006 Argentina calificó como América 1 al ganarle a Uruguay 26-0 en Buenos Aires; América 2 fue Canadá y América 3 para Estados Unidos. El 14 de octubre Italia clasificó como Europa 1 al vencer a Rusia 67-7, y Rumania como Europa 2. El 11 de noviembre, Namibia tras eliminar a Marruecos obtuvo la única plaza para la región africana. Poco después Japón obtuvo la única plaza asiática y Georgia la tercera correspondiente a Europa.
Los dos últimos lugares provenientes del repechaje fueron obtenidos por Tonga, venciendo a Corea del Sur y Portugal, que venció 24-23 a Uruguay.
| África                         | América                                                                   | Europa | Oceanía/Asia                                                                                            |
| ------------------------------ | ------------------------------------------------------------------------- | --- | --- |
| - Sudáfrica - Namibia (África) | - Argentina (América 1) - Canadá (América 2) - Estados Unidos (América 3) | - Inglaterra - Francia - Gales - Escocia - Irlanda - Italia (Europa 1) - Rumania (Europa 2) - Georgia (Europa 3) - Portugal (Repechaje 2) | - Australia - Nueva Zelanda - Samoa (Oceanía 1) - Fiyi (Oceanía 2) - Japón (Asia) - Tonga (Repechaje 1) |

- En cursiva, el debutante en la Copa Mundial de Rugby.
- Portugal y Tonga clasificaron mediante el Torneo de Repechaje.

## Sedes
Esta edición de la Copa del Mundo de Rugby tendrá sede en Francia. Se jugarán cuatro partidos en Gales, en el Millennium Stadium de Cardiff y dos en Escocia, en el Murrayfield de Edimburgo; Irlanda decidió que no se jugara ningún partido en su estadio debido a problemas de fechas entre las fechas en las que se disputa la Copa y las asignadas a la reconstrucción del estadio Lansdowne Road.
| \| Saint-Denis \| Marsella \| Cardiff (Gales) \| Edinburgh (Escocia) \| \| ----------------- \| ----------------------- \| ------------------- \| --------------------- \| \| Stade de France \| Stade Vélodrome \| Millennium Stadium \| Murrayfield \| \| Capacidad: 80,000 \| Capacidad: 59,500 \| Capacidad: 74,500 \| Capacidad: 67,144 \| \| \| \| \| \| \| París \| Lens \| Lyon \| Nantes \| \| Parc des Princes \| Stade Félix-Bollaert \| Stade de Gerland \| Stade de la Beaujoire \| \| Capacidad: 47,870 \| Capacidad: 41,400 \| Capacidad: 41,100 \| Capacidad: 38,100 \| \| \| \| \| \| \| Toulouse \| Saint-Étienne \| Bordeaux \| Montpellier \| \| Stade de Toulouse \| Stade Geoffroy-Guichard \| Stade Chaban-Delmas \| Stade de la Mosson \| \| Capacidad: 35,700 \| Capacidad: 35,650 \| Capacidad: 34,440 \| Capacidad: 33,900 \| \| \| \| \| \| |                         |                     |                       |
| Saint-Denis | Marsella                | Cardiff (Gales)     | Edinburgh (Escocia)   |
| Stade de France | Stade Vélodrome         | Millennium Stadium  | Murrayfield           |
| Capacidad: 80,000 | Capacidad: 59,500       | Capacidad: 74,500   | Capacidad: 67,144     |
| |                         |                     |                       |
| París | Lens                    | Lyon                | Nantes                |
| Parc des Princes | Stade Félix-Bollaert    | Stade de Gerland    | Stade de la Beaujoire |
| Capacidad: 47,870 | Capacidad: 41,400       | Capacidad: 41,100   | Capacidad: 38,100     |
| |                         |                     |                       |
| Toulouse | Saint-Étienne           | Bordeaux            | Montpellier           |
| Stade de Toulouse | Stade Geoffroy-Guichard | Stade Chaban-Delmas | Stade de la Mosson    |
| Capacidad: 35,700 | Capacidad: 35,650       | Capacidad: 34,440   | Capacidad: 33,900     |
| |                         |                     |                       |

## Sorteo de grupos
El miércoles 12 de mayo de 2004 se celebró en el restaurante Fado's de Dublín el sorteo de asignación de los cuatro grupos de cinco equipos que participarán en la primera fase del Mundial. El sorteo fue realizado por Syd Millar, presidente de la International Rugby Board (IRB), y Bernard Lapasset, presidente de la Federación Francesa de Rugby (FFR, Fédération française de rugby).
Se asignaron cuatro cabezas de serie correspondientes con los equipos que llegaron a las semifinales de la Copa Mundial de Rugby de 2003: Inglaterra, Australia, Nueva Zelanda y Francia. En un escalón inferior se encuentran los equipos que alcanzaron los cuartos de final de dicha competición: Sudáfrica, Gales, Escocia e Irlanda. Los doce puestos restantes fueron completados aleatoriamente a los vencedores de las fases previas de clasificación y repesca.
| Grupo A        | Grupo B   | Grupo C       | Grupo D   |
| -------------- | --------- | ------------- | --------- |
| Inglaterra     | Australia | Nueva Zelanda | Francia   |
| Sudáfrica      | Gales     | Escocia       | Irlanda   |
| Samoa          | Fiyi      | Italia        | Argentina |
| Estados Unidos | Canadá    | Rumania       | Georgia   |
| Tonga          | Japón     | Portugal      | Namibia   |

## Árbitros
| País          | Nombre           |
| ------------- | ---------------- |
| Australia     | Stuart Dickinson |
| Inglaterra    | Wayne Barnes     |
| Inglaterra    | Tony Spreadbury  |
| Inglaterra    | Chris White      |
| Francia       | Joël Jutge       |
| Irlanda       | Alan Lewis       |
| Irlanda       | Alain Rolland    |
| Nueva Zelanda | Paul Honiss      |
| Nueva Zelanda | Steve Walsh      |
| Sudáfrica     | Marius Jonker    |
| Sudáfrica     | Jonathan Kaplan  |
| Gales         | Nigel Owens      |

| País          | Nombre            |
| ------------- | ----------------- |
| Argentina     | Federico Cuesta   |
| Australia     | Paul Marks        |
| Inglaterra    | Dave Pearson      |
| Francia       | Christophe Berdos |
| Italia        | Carlo Damasco     |
| Irlanda       | Simon McDowell    |
| Nueva Zelanda | Lyndon Bray       |
| Nueva Zelanda | Kelvin Deaker     |
| Nueva Zelanda | Bryce Lawrence    |
| Escocia       | Malcolm Changleng |
| Sudáfrica     | Craig Joubert     |
| Sudáfrica     | Mark Lawrence     |
| Gales         | Hugh Watkins      |

## Reglas

### Sistema de puntuación
Los 20 equipos participantes en la primera fase disputaron una liguilla de clasificación en la que pasaron a la siguiente ronda los dos primeros clasificados. Para esta primera fase se dispusieron cuatro grupos de cinco equipos en cada uno de ellos. Dentro de cada grupo cada una de las selecciones disputó cuatro partidos, uno contra cada uno de los demás miembros del grupo. Según el resultado de cada partido se otorgan:
- Cuatro (4) puntos al ganador.
- Dos (2) puntos a cada equipo en caso de empate.
- Cero (0) puntos al equipo que resulte perdedor.

Además se otorgarán:
- Un (1) punto bonus al equipo que en un partido consiga 4 o más tries.
- Un (1) punto bonus al equipo que tras perder un partido lo haga por siete puntos o menos.

## Primera Fase
Durante la fase de grupos, las 20 selecciones clasificadas fueron divididas en cuatro grupos de cinco equipos cada una. Durante esta parte del torneo los equipos disputaron una liguilla clasificatoria en la que las selecciones jugaron todas contra todas dentro de cada grupo, una vez. De tal manera que se disputaron 10 partidos por grupo, es decir, 40 encuentros en total durante esta fase.
El sistema de puntuación para cada partido fue el siguiente:
- Se otorgaron cuatro puntos por partido ganado.
- Dos puntos por empate.
- Ningún punto para el perdedor
- Un punto extra por anotar cuatro o más Tries.
- Un punto extra por perder por siete puntos o menos.

Los horarios corresponden a la hora de Francia (CEST; UTC+2)
BO: Punto de bonificación ofensivo.
BD: Punto de bonificación defensivo.

#### Grupo A
| Posición | Equipo         | Partidos | Partidos | Partidos  | Partidos | Tantos  | Tantos    | Tantos     | Puntos bonus | Puntos |
| Posición | Equipo         | jugados  | ganados  | empatados | perdidos | a favor | en contra | diferencia | Puntos bonus | Puntos |
| -------- | -------------- | -------- | -------- | --------- | -------- | ------- | --------- | ---------- | ------------ | ------ |
| 1        | Sudáfrica      | 4        | 4        | 0         | 0        | 189     | 47        | +142       | 3            | 19     |
| 2        | Inglaterra     | 4        | 3        | 0         | 1        | 108     | 88        | +20        | 2            | 14     |
| 3        | Tonga          | 4        | 2        | 0         | 2        | 89      | 96        | -7         | 1            | 9      |
| 4        | Samoa          | 4        | 1        | 0         | 3        | 69      | 143       | -74        | 1            | 5      |
| 5        | Estados Unidos | 4        | 0        | 0         | 4        | 61      | 142       | -81        | 1            | 1      |

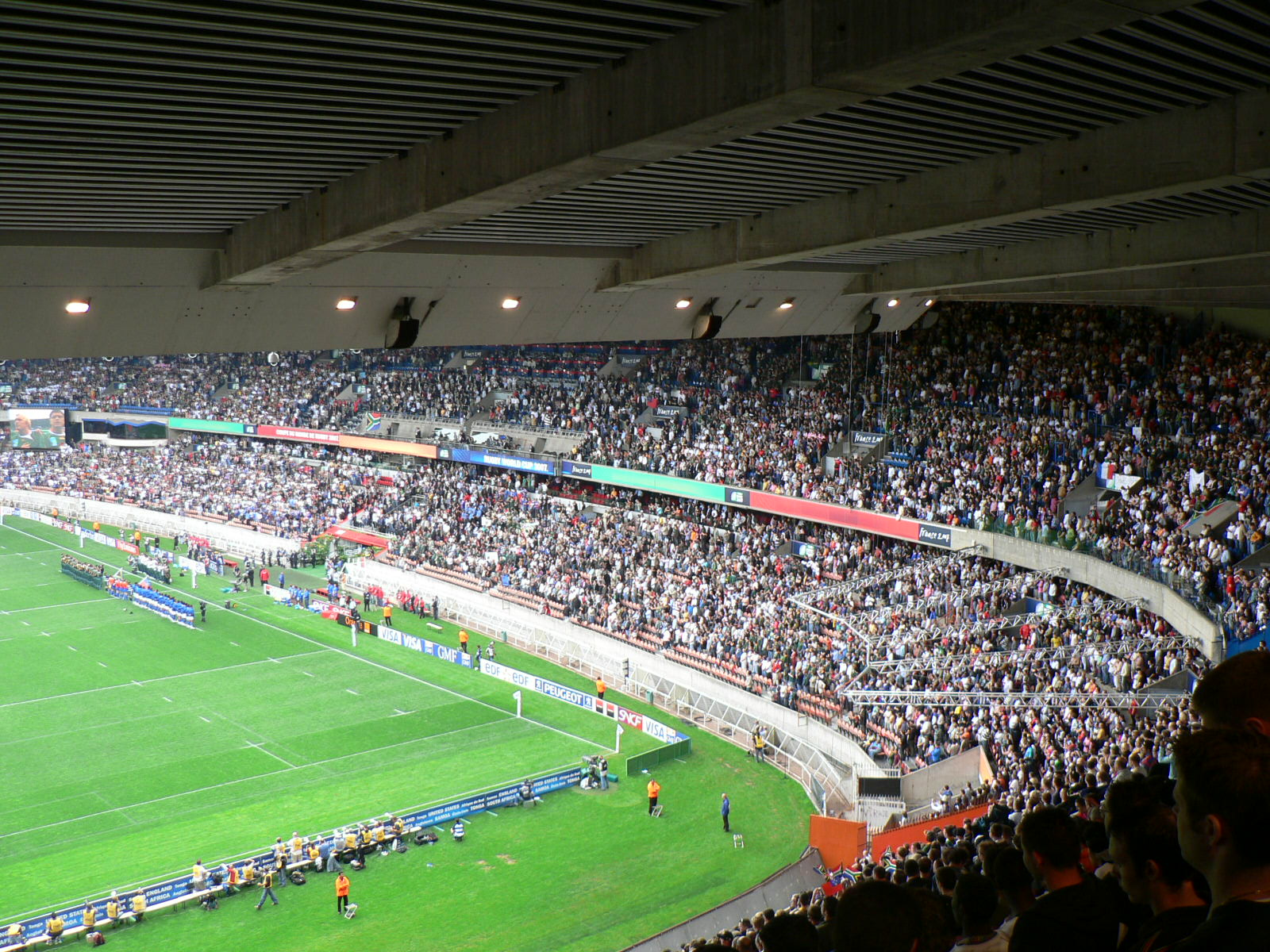
El Parque de los Príncipes de París durante el partido entre Sudáfrica y Samoa.

| 8 de septiembre de 2007, 18:00 | Inglaterra                                                                                          | 28 - 10 | Estados Unidos                                                | Stade Félix Bollaert, Lens                                              |                                                                         |
|                                | Tries: Robinson 35' m Barkley 40+1' c Rees 49' c Con: Barkley (2/3) Pen: Barkley (3/3) 7', 22', 31' | Reporte | Tries: Moeakiola 74' c Con: Hercus (1/1) Pen: Hercus (1/1) 9' | Asistencia: 35.000 espectadores Árbitro(s): Jonathan Kaplan (Sudáfrica) | Asistencia: 35.000 espectadores Árbitro(s): Jonathan Kaplan (Sudáfrica) |

| 9 de septiembre de 2007, 16:00 | Sudáfrica | BO 59 - 7 | Samoa | Parc des Princes, París                                                 |                                                                         |
|                                | Tries: Habana (4) 33' m, 56' c, 66' c, 76' m Montgomery 40+' c, 53' m Fourie 47' c JP Pietersen 80+' c anotadorvisita = Try: Williams 18' c Con: Williams (1/1) | Reporte   |       | Asistencia: 48.000 espectadores Árbitro(s): Paul Honiss (Nueva Zelanda) | Asistencia: 48.000 espectadores Árbitro(s): Paul Honiss (Nueva Zelanda) |

| 12 de septiembre de 2007, 14:00 | Estados Unidos                                                                | 15 - 25 | Tonga                                                                          | Stade de la Mosson, Montpellier                                          |                                                                          |
|                                 | Tries: MacDonald 47' m Stanfill 67' c Con: Hercus (1/2) Pen: Hercus (1/2) 33' | Reporte | Tries: Maka 2' c Vaka 59' m Vaki 70' c Con: Hola (2/3) Pen: Hola (2/2) 7', 26' | Asistencia: 24.243 espectadores Árbitro(s): Stuart Dickinson (Australia) | Asistencia: 24.243 espectadores Árbitro(s): Stuart Dickinson (Australia) |

| 14 de septiembre de 2007, 21:00 | Inglaterra | 0 - 36  | Sudáfrica | Stade de France, Saint-Denis                                     |                                                                  |
|                                 |            | Reporte | Tries: Smith 6' c Pietersen (2) 38' c, 64' c Con: Montgomery (3/3) Pen: Steyn (1/1) 11' Montgomery (4/4) 36', 46', 55', 79' | Asistencia: 80.000 espectadores Árbitro(s): Joël Jutge (Francia) | Asistencia: 80.000 espectadores Árbitro(s): Joël Jutge (Francia) |

| 16 de septiembre de 2007, 16:00 | Samoa                                      | BD 15 - 19 | Tonga                                                                 | Stade de la Mosson, Montpellier                                         |                                                                         |
|                                 | Pen: Williams (5/6) 6', 21', 23', 29', 69' | Reporte    | Tries: Taione 60' c Con: Hola (1/1) Pen: Hola (4/5) 3', 38', 47', 67' | Asistencia: 33.900 espectadores Árbitro(s): Jonathan Kaplan (Sudáfrica) | Asistencia: 33.900 espectadores Árbitro(s): Jonathan Kaplan (Sudáfrica) |

| 22 de septiembre de 2007, 14:00 | Sudáfrica | BO 30 - 25 BD | Tonga                                                                              | Stade Félix Bollaert, Lens                                            |                                                                       |
|                                 | Tries: Pienaar (2) 18' c, 65' m Smith 59' c Skinstad 62' m Con: Pretorius (1/1) Montgomery (1/3) Pen: Steyn (1/1) 54' Montgomery (1/1) 76' | Reporte       | Tries: Pulu 44' c Hufanga 70' m Vaki 72' c Con: Hola (2/3) Pen: Hola (2/3) 9', 78' | Asistencia: 41.800 espectadores Árbitro(s): Wayne Barnes (Inglaterra) | Asistencia: 41.800 espectadores Árbitro(s): Wayne Barnes (Inglaterra) |

| 22 de septiembre de 2007, 16:00 | Inglaterra | BO 44 - 22 | Samoa                                                                          | Stade de la Beaujoire, Nantes                          |                                                        |
|                                 | Tries: Corry (2) 2' c, 76' c Sackey (2) 32' c, 80+' m Con: Wilkinson (3/4) Pen: Wilkinson (4/6) 15', 22', 33', 72' Drop: Wilkinson (2/3) 6', 69' | Reporte    | Try: Polu 47' c Con: Crichton (1/1) Pen: Crichton (5/5) 9', 12', 38', 40+, 42' | Asistencia: 62.000 espectadores Árbitro(s): Alan Lewis | Asistencia: 62.000 espectadores Árbitro(s): Alan Lewis |

| 26 de septiembre de 2007, 20:00 | Samoa                                                                                            | 25 - 21 BD | Estados Unidos                                                                        | Stade Geoffroy-Guichard, Saint-Étienne                   |                                                          |
|                                 | Tries: Fa'atau 5' m Tuilagi 9' c Thompson 37' c Con: Crichton (2/3) Pen: Crichton (2/2) 30', 72' | Reporte    | Tries: Ngwenya 53' c Stanfill 79' m Con: Hercus (1/2) Pen: Hercus (3/4) 32', 65', 75' | Asistencia: 35.000 espectadores Árbitro(s): Wayne Barnes | Asistencia: 35.000 espectadores Árbitro(s): Wayne Barnes |

| 28 de septiembre de 2007, 21:00 | Inglaterra | BO 36 - 20 | Tonga                                                                         | Parc des Princes, París                                   |                                                           |
|                                 | Tries: Sackey (2) 20', 38' Tait 57' Farrell 66' Con: Wilkinson (2/4) 58', 67' Pen: Wilkinson (2/3) 14', 36' Drop: Wilkinson (2/2)32', 72' | Reporte    | Tries: Hufanga 17' Pole 80' Con: Hola (2/2) 18', 80' Pen: Hola (2/2) 10', 55' | Asistencia: 47.842 espectadores Árbitro(s): Alain Rolland | Asistencia: 47.842 espectadores Árbitro(s): Alain Rolland |

| 30 de septiembre de 2007, 20:00 | Sudáfrica | BO 64 - 15 | Estados Unidos                                                           | Stade de la Mosson, Montpellier                             |                                                             |
|                                 | Tries: Burger 10' c Steyn 28' c Habana (2) 35' c, 42' m van der Linde 48' c du Preez 54' c Fourie (2) 64' c, 73' c Smith 77' c Con: Montgomery (6/7) James (2/2) Pen: Montgomery (1/1) 17' | Reporte    | Tries: Ngwenya 39' c Wyles 51' m Con: Hercus (1/2) Pen: Hercus (1/1) 20' | Asistencia: 33.900 espectadores Árbitro(s): Tony Spreadbury | Asistencia: 33.900 espectadores Árbitro(s): Tony Spreadbury |

#### Grupo B
| Posición | Equipo    | Partidos | Partidos | Partidos  | Partidos | Tantos  | Tantos    | Tantos     | Puntos bonus | Puntos |
| Posición | Equipo    | jugados  | ganados  | empatados | perdidos | a favor | en contra | diferencia | Puntos bonus | Puntos |
| -------- | --------- | -------- | -------- | --------- | -------- | ------- | --------- | ---------- | ------------ | ------ |
| 1        | Australia | 4        | 4        | 0         | 0        | 215     | 41        | +174       | 4            | 20     |
| 2        | Fiyi      | 4        | 3        | 0         | 1        | 114     | 136       | -22        | 3            | 15     |
| 3        | Gales     | 4        | 2        | 0         | 2        | 168     | 105       | +63        | 4            | 12     |
| 4        | Japón     | 4        | 0        | 1         | 3        | 64      | 210       | -146       | 1            | 3      |
| 5        | Canadá    | 4        | 0        | 1         | 3        | 51      | 120       | -69        | 0            | 2      |

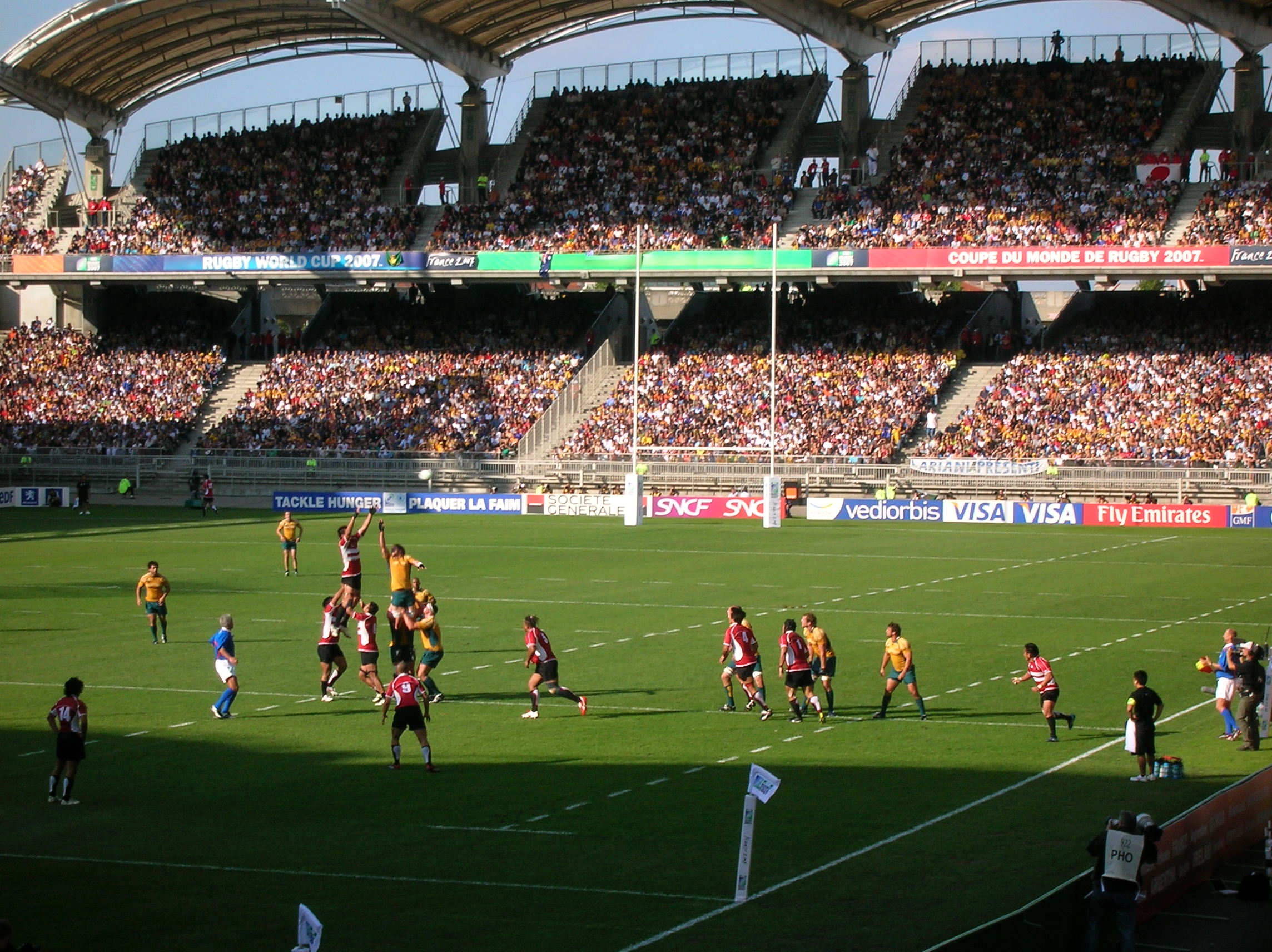
Partido entre Australia y Japón disputado en el Stade Gerland de Lyon.

| 8 de septiembre de 2007, 15:45 | Australia | BO 91 - 3 | Japón              | Stade Gerland, Lyon                                    |                                                        |
|                                | Tries: Sharpe 18' m Elsom (3) 24' c, 34' m, 41' c Ashley-Cooper 46' c Latham (2) 53' c, 72' c Barnes (2) 57' c, 75' c Mitchell (2) 59' c, 66' c Smith 62' m Freier 80+1' c Con: Mortlock (7/10) Giteau (3/3) Pen: Mortlock (2/2) 10', 16' | Reporte   | Pen: Ono (1/1) 38' | Asistencia: 40.043 espectadores Árbitro(s): Alan Lewis | Asistencia: 40.043 espectadores Árbitro(s): Alan Lewis |

| 9 de septiembre de 2007, 14:00 | Gales | BO 42 - 17 | Canadá                                                                | Stade de la Beaujoire, Nantes                             |                                                           |
|                                | Try: Parker 52' c A. W. Jones 58' c S. Williams (2) 61' m, 63' c Charvis 68' c Con: S. Jones (4/5) Pen: Hook (3/4) 10', 15', 21' | Reporte    | Tries: Cudmore 25' m Culpan 36' c Williams 45' m Con: Pritchard (1/3) | Asistencia: 36.000 espectadores Árbitro(s): Alain Rolland | Asistencia: 36.000 espectadores Árbitro(s): Alain Rolland |

| 12 de septiembre de 2007, 18:00  | Japón                                                                                                  | BD 31 - 35 BO | Fiyi | Stade de Toulouse, Toulouse                               |                                                           |
|                                  | Try: L. Thomson (2) 51' c, 78' c T. Soma 62' m Con: Onishi (2/3) Pen: Onishi (4/4) 18', 30', 40+', 43' | Reporte       | Try: A. Qera (2) 36', 49' c S. Rabeni 56' m K. Leawere 71' c Con: Little (3/4) Pen: Little (3/3) 4', 55', 74' | Asistencia: 34.500 espectadores Árbitro(s): Marius Jonker | Asistencia: 34.500 espectadores Árbitro(s): Marius Jonker |
| tarjeta amarilla a Delasau (40') | |               | |                                                           |                                                           |

| 15 de septiembre de 2007, 15:00 | Gales                                                                                          | 20 - 32 BO | Australia | Millennium Stadium, Cardiff                             |                                                         |
|                                 | Tries: J. Thomas 45' c S. Williams 76' c Con: Hook (2/2) Pen: S. Jones (1/3) 7' Hook (1/2) 54' | Reporte    | Tries: Giteau 16' c Mortlock 35' m Latham (2) 40+' c, 60' c Con: Mortlock (2/2) Giteau (1/2) Pen: Mortlock (1/2) 2' Drop: Barnes (1/1) 23' | Asistencia: 71.022 espectadores Árbitro(s): Steve Walsh | Asistencia: 71.022 espectadores Árbitro(s): Steve Walsh |

| 16 de septiembre de 2007, 14:00 | Fiyi                                                                                                | BO 29 - 16 | Canadá                                                                    | Millennium Stadium, Cardiff                                 |                                                             |
|                                 | Tries: Leawere 22' c Ratuvou (2) 28' m, 80+' c Delasau 42' c Con: Little (3/4) Pen: Little (1/3) 8' | Reporte    | Tries: Smith 60' c Con: Pritchard (1/1) Pen: Pritchard (3/4) 4', 27', 74' | Asistencia: 21.175 espectadores Árbitro(s): Tony Spreadbury | Asistencia: 21.175 espectadores Árbitro(s): Tony Spreadbury |

| 20 de septiembre de 2007, 21:00 | Gales | BO 72 - 18 | Japón                                                                       | Millennium Stadium, Cardiff                            |                                                        |
|                                 | Tries: A. W. Jones 11' c Hook 24' c T. R. Thomas 31' c Morgan 40+' m Phillips 42' c S. Williams (2) 48' m, 80' m D. James 52' c Cooper 59' c M. Williams (2) 64' c, 74' c Con: S. Jones (5/7) Sweeney (2/4) Pen: S. Jones (1/1) 23' | Reporte    | Tries: Endo 19' m Onozawa 57' c Con: Robins (1/1) Pen: Onishi (2/2) 4', 37' | Asistencia: 35.245 espectadores Árbitro(s): Joël Jutge | Asistencia: 35.245 espectadores Árbitro(s): Joël Jutge |

| 23 de septiembre de 2007, 14:30 | Australia | BO 55 - 12 | Fiyi                                             | Stade de la Mosson, Montpellier                         |                                                         |
|                                 | Tries: Giteau (2) 17' c, 36' m Mitchell (3) 31' c, 70' c, 79' m Ashley-Cooper 57' c Hoiles 74' m Con: Giteau (4/6) Pen: Giteau (3/3) 28', 42', 50' Drop: Barnes (1/1) 44' | Reporte    | Tries: Neivua 40+' m Ratuva 47' c Con: Bai (1/1) | Asistencia: 32.232 espectadores Árbitro(s): Nigel Owens | Asistencia: 32.232 espectadores Árbitro(s): Nigel Owens |

| 25 de septiembre de 2007, 18:00 | Canadá                                                | 12 - 12 | Japón                                            | Parc Lescure, Burdeos                                       |                                                             |
|                                 | Tries: Riordan 48' m Merwe 65' c Con: Pritchard (1/1) | Reporte | Tries: Endo 12' m Taira 80+' c Con: Onishi (1/2) | Asistencia: 30.500 espectadores Árbitro(s): Jonathan Kaplan | Asistencia: 30.500 espectadores Árbitro(s): Jonathan Kaplan |

| 29 de septiembre de 2007, 15:00 | Australia | BO 37 - 6 | Canadá                        | Parc Lescure, Burdeos                                   |                                                         |
|                                 | Tries: Baxter 24' m Freier 34' m Smith 51' m Mitchell (2) 63' c, 65' m Latham 73' c Con: Shepherd (2/3) Pen: Huxley (1/1) 2' | Reporte   | Pen: Pritchard (2/2) 42', 54' | Asistencia: 33.805 espectadores Árbitro(s): Chris White | Asistencia: 33.805 espectadores Árbitro(s): Chris White |

| 29 de septiembre de 2007, 17:00 | Gales | BO BD 34 - 38 BO | Fiyi | Stade de la Beaujoire, Nantes                                |                                                              |
|                                 | Try: Popham 34' c S. Williams 45' c G. Thomas 48' m M. Jones 51' c M. Williams 73' m Con: Hook (1/1) S. Jones (2/4) Pen: S. Jones (1/2) 5' | Reporte          | Tries: Qera 16' c Delasau 19' m Leawere 25' c Dewes 77' c Con: Little (3/4) Pen: Little (4/5) 21', 24', 54', 60' | Asistencia: 34.000 espectadores Árbitro(s): Stuart Dickinson | Asistencia: 34.000 espectadores Árbitro(s): Stuart Dickinson |

#### Grupo C
| Posición | Equipo        | Partidos | Partidos | Partidos  | Partidos | Tantos  | Tantos    | Tantos     | Puntos bonus | Puntos |
| Posición | Equipo        | jugados  | ganados  | empatados | perdidos | a favor | en contra | diferencia | Puntos bonus | Puntos |
| -------- | ------------- | -------- | -------- | --------- | -------- | ------- | --------- | ---------- | ------------ | ------ |
| 1        | Nueva Zelanda | 4        | 4        | 0         | 0        | 309     | 35        | +274       | 4            | 20     |
| 2        | Escocia       | 4        | 3        | 0         | 1        | 116     | 66        | +50        | 2            | 14     |
| 3        | Italia        | 4        | 2        | 0         | 2        | 85      | 117       | -32        | 1            | 9      |
| 4        | Rumania       | 4        | 1        | 0         | 3        | 40      | 161       | -121       | 1            | 5      |
| 5        | Portugal      | 4        | 0        | 0         | 4        | 38      | 209       | -171       | 1            | 1      |

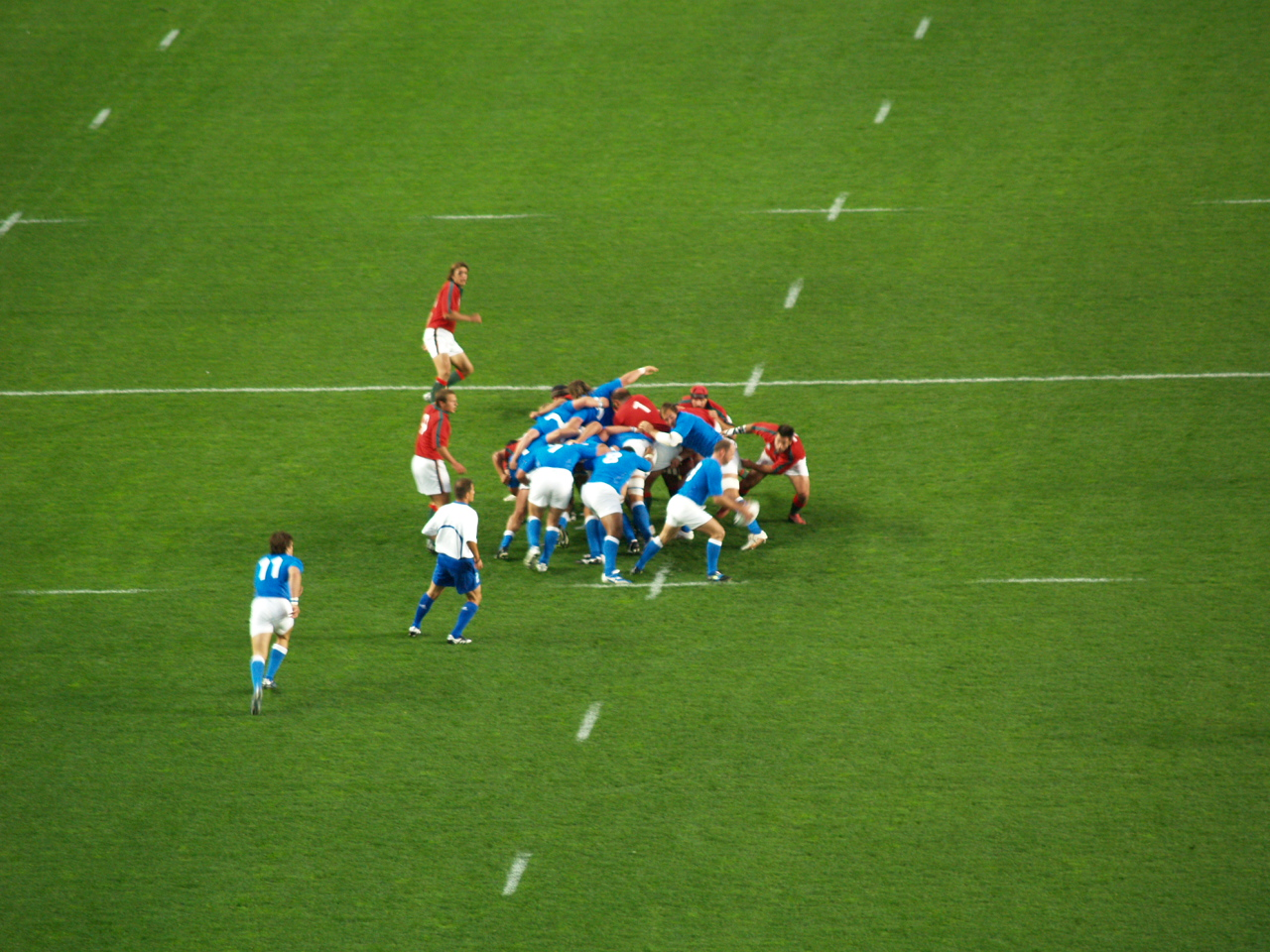
Scrum durante el partido entre Italia y Portugal.

| 8 de septiembre de 2007, 13:45 | Nueva Zelanda | BO 76 - 14 | Italia                                                                              | Stade Vélodrome, Marsella                                |                                                          |
|                                | Tries: McCaw (2) 2' c, 7' c Howlett (3) 12' c, 56' c, 59' m Muliaina 15' c Sivivatu (2) 18' c, 29' m Jack 50' c Collins (2) 68' c, 70' c Con: Carter (7/9) McAlister (2/2) Pen: Carter (1/1) | Reporte    | Tries: Stanojevic 38' c Mi. Bergamasco 71' c Con: Bortolussi (1/1) de Marigny (1/1) | Asistencia: 58.612 espectadores Árbitro(s): Wayne Barnes | Asistencia: 58.612 espectadores Árbitro(s): Wayne Barnes |

| 9 de septiembre de 2007, 18:00 | Escocia | BO 56 - 10 | Portugal                                                        | Stade Geoffroy-Guichard, Saint-Étienne                  |                                                         |
|                                | Tries: R. Lamont (2) 12' c, 14' c S. Lawson 23' c Dewey 30' c Parks 57' c Southwell 60' c Brown 68' c Ford 76' c Con: Parks (5/5) Paterson (3/3) | Reporte    | Try: Carvalho 28' c Con: D. Pinto (1/1) Pen: D. Pinto (1/1) 34' | Asistencia: 34.162 espectadores Árbitro(s): Steve Walsh | Asistencia: 34.162 espectadores Árbitro(s): Steve Walsh |

| 12 de septiembre de 2007, 20:00      | Italia | 24 - 18 BD | Rumania                                                                       | Stade Vélodrome, Marsella                                   |                                                             |
|                                      | Tries: Dellapé 7' m El árbitro otorga un try penal 54' c Con: Pez (1/1) Pen: D. Bortolussi (1/1) 14' Pez (3/3) 61', 66', 72' | Reporte    | Tries: Manta 43' m Tincu 47' c Con: Dimofte (1/1) Pen: Dimofte (2/2) 70', 74' | Asistencia: 60.000 espectadores Árbitro(s): Tony Spreadbury | Asistencia: 60.000 espectadores Árbitro(s): Tony Spreadbury |
| Suceso: Tarjeta amarilla a Manta 54' | |            |                                                                               |                                                             |                                                             |

| 15 de septiembre de 2007, 13:00 | Nueva Zelanda | BO 108 - 13 | Portugal                                                                                   | Stade Gerland, Lyon                                     |                                                         |
|                                 | Tries: Rokocoko (2) 3' m, 12' c Toeava 25' c Williams 28' c Mauger (2) 30' c, 66' c Collins 32' c Masoe 34' m Hore 40' c Leonard 50' c Evans 59' c Ellis 61' c MacDonald 69' c Smith (2) 72' c, 79' c Hayman 76' c Con: Evans (14/16) | Reporte     | Try: Cordeiro 48' c Con: D. Pinto (1/1) Pen: D. Pinto (1/1) 75' Drop: Gonçalo Malheiro 22' | Asistencia: 41.000 espectadores Árbitro(s): Chris White | Asistencia: 41.000 espectadores Árbitro(s): Chris White |

| 18 de septiembre de 2007, 21:00 | Escocia                                                                                       | BO 42 - 0 | Rumania | Murrayfield, Edimburgo                                  |                                                         |
|                                 | Tries: Paterson 2' c Hogg (3) 17' c, 46' c, 53' c Lamont (2) 36' c, 72' c Con: Paterson (6/6) | Reporte   |         | Asistencia: 36.000 espectadores Árbitro(s): Nigel Owens | Asistencia: 36.000 espectadores Árbitro(s): Nigel Owens |

| 19 de septiembre de 2007, 20:00 | Italia | 31 - 5  | Portugal           | Parc des Princes, París                                   |                                                           |
|                                 | Tries: Masi (2) 4' c, 77' c Ma. Bergamasco 72' m Con: Bortolussi (2/3) Pen: Bortolussi (4/4) 17', 30', 40+', 63' | Reporte | Try: Penalva 33' m | Asistencia: 48.427 espectadores Árbitro(s): Marius Jonker | Asistencia: 48.427 espectadores Árbitro(s): Marius Jonker |

| 23 de septiembre de 2007, 17:30 | Escocia | 0 - 40 BO | Nueva Zelanda | Murrayfield, Edimburgo                                    |                                                           |
|                                 |         | Reporte   | Tries: McCaw 5' c Howlett (2) 15' c, 74' c Kelleher 33' c Williams 62' c Carter 65' c Con: Carter (2/5) Pen: Carter (2/3) 26', 43' | Asistencia: 67.500 espectadores Árbitro(s): Marius Jonker | Asistencia: 67.500 espectadores Árbitro(s): Marius Jonker |

| 25 de septiembre de 2007, 20:00 | Portugal                                                        | BD 10 - 14 | Rumania                                                                      | Stade de Toulouse, Toulouse                             |                                                         |
|                                 | Try: Ferreira 18' c Con: D. Pinto (1/1) Pen: Malheiro (1/1) 69' | Reporte    | Tries: Tincu 63' c Corodeanu 72' c Con: Calafeteanu (1/1) Dan Dumbrava (1/1) | Asistencia: 37.000 espectadores Árbitro(s): Paul Honiss | Asistencia: 37.000 espectadores Árbitro(s): Paul Honiss |

| 29 de septiembre de 2007, 13:00 | Nueva Zelanda | BO 85 – 8 | Rumania                                | Stade de Toulouse, Toulouse                            |                                                        |
|                                 | Try: Sivivatu 1' m Masoe 10' c Rokocoko (3) 15' c, 58' c, 66 c' Evans 18' m Mauger 37' m Toeava (2) 47' c, 80+' c Hore 64' c Smith 75' c Howlett 79' c Con: Evans (6/6) McAlister (4/7) | Reporte   | Try: Tincu 31' m Pen: Vlaicu (1/1) 72' | Asistencia: 37.000 espectadores Árbitro(s): Joël Jutge | Asistencia: 37.000 espectadores Árbitro(s): Joël Jutge |

| 29 de septiembre de 2007, 21:00 | Escocia                                        | 18 – 16 BD | Italia                                                                       | Stade Geoffroy-Guichard, Saint-Étienne                      |                                                             |
|                                 | Pen: Paterson (6/6) 2', 6', 32', 35', 47', 53' | Reporte    | Try: Troncon 13' c Con: Bortolussi (1/1) Pen: Bortolussi (3/6) 18', 56', 62' | Asistencia: 35.110 espectadores Árbitro(s): Jonathan Kaplan | Asistencia: 35.110 espectadores Árbitro(s): Jonathan Kaplan |

#### Grupo D
| Posición | Equipo    | Partidos | Partidos | Partidos  | Partidos | Tantos  | Tantos    | Tantos     | Puntos bonus | Puntos |
| Posición | Equipo    | jugados  | ganados  | empatados | perdidos | a favor | en contra | diferencia | Puntos bonus | Puntos |
| -------- | --------- | -------- | -------- | --------- | -------- | ------- | --------- | ---------- | ------------ | ------ |
| 1        | Argentina | 4        | 4        | 0         | 0        | 143     | 33        | +110       | 2            | 18     |
| 2        | Francia   | 4        | 3        | 0         | 1        | 188     | 37        | +151       | 3            | 15     |
| 3        | Irlanda   | 4        | 2        | 0         | 2        | 64      | 82        | -18        | 1            | 9      |
| 4        | Georgia   | 4        | 1        | 0         | 3        | 50      | 111       | -61        | 1            | 5      |
| 5        | Namibia   | 4        | 0        | 0         | 4        | 30      | 212       | -182       | 0            | 0      |

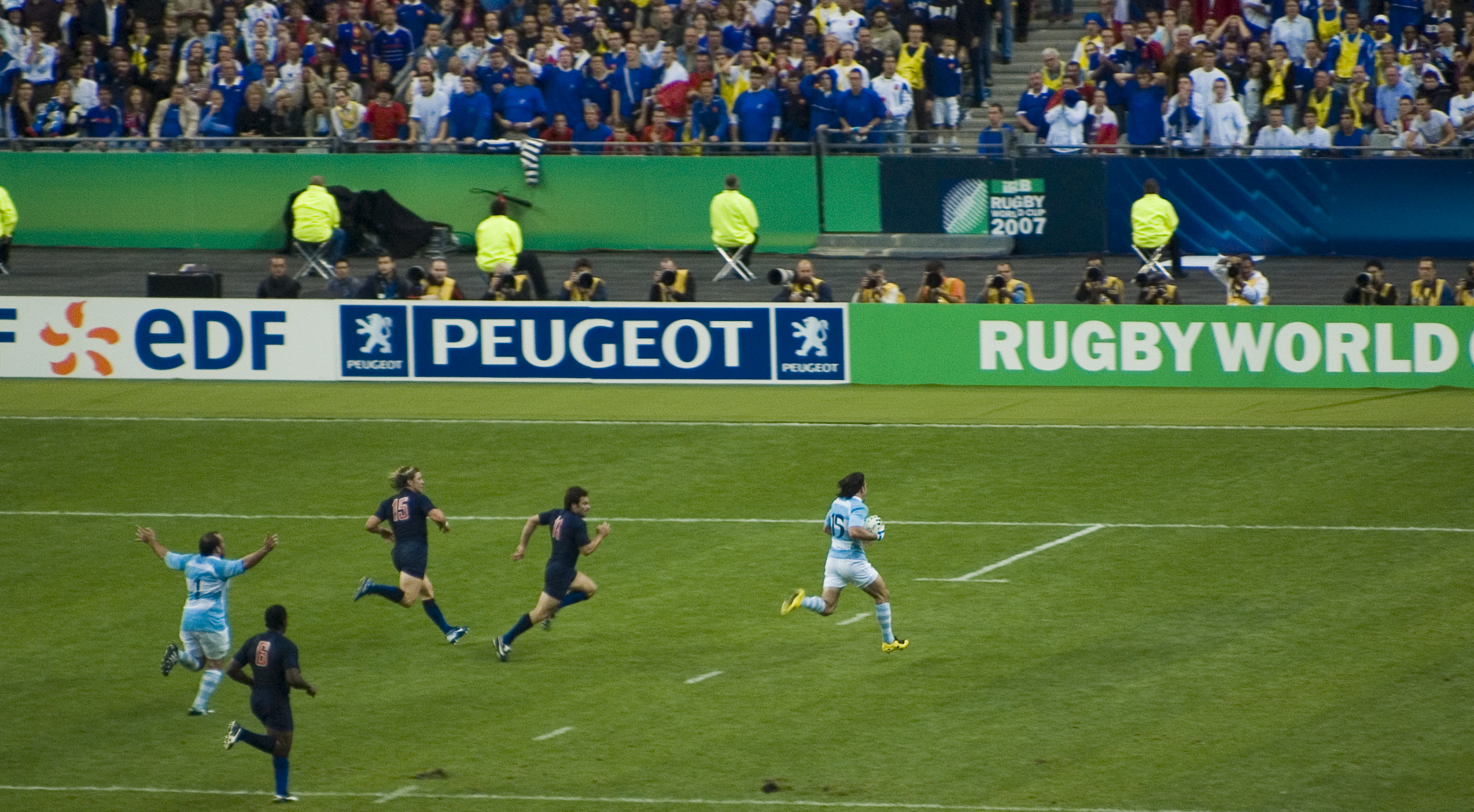
Ignacio Corleto marca un try contra Francia en el partido inaugural del mundial.

| 7 de septiembre de 2007, 21:00 | Francia                             | BD 12 – 17 | Argentina                                                  | Stade de France, Saint-Denis                                |                                                             |
|                                | Pen: Skrela (4) 7', 31', 40+1', 60' | Reporte    | Try: Corleto 27' m Pen: Felipe Contepomi 5', 10', 24', 34' | Asistencia: 79.507 espectadores Árbitro(s): Tony Spreadbury | Asistencia: 79.507 espectadores Árbitro(s): Tony Spreadbury |

| 9 de septiembre de 2007, 20:00 | Irlanda | BO 32 – 17 | Namibia                                                                         | Parc Lescure, Burdeos                                  |                                                        |
|                                | Tries: O'Driscoll 5' c Trimble 19' m Easterby 30' m Try de castigo 49' c Flannery 76' m Con: O'Gara (2/5) Pen: O'Gara (1/1) 17' | Reporte    | Try: Nieuwenhuis 60' c van Zyl 64' c Con: Wessels (2/2) Pen: Wessels (1/2) 40+' | Asistencia: 33.945 espectadores Árbitro(s): Joël Jutge | Asistencia: 33.945 espectadores Árbitro(s): Joël Jutge |

| 11 de septiembre de 2007, 20:00 | Argentina | BO 33 – 3 | Georgia                     | Stade Gerland, Lyon                                     |                                                         |
|                                 | Tries: Lucas Borges (2) 47' c, 56' m Patricio Albacete 72' m Martin Aramburu 80' Con: Felipe Contepomi (1/3) Juan Martín Hernández (1/1) Pen: Felipe Contepomi (3/3) 12', 35', 54' | Reporte   | Pen: Merab Kvirikashvili 2' | Asistencia: 40.240 espectadores Árbitro(s): Nigel Owens | Asistencia: 40.240 espectadores Árbitro(s): Nigel Owens |

| 15 de septiembre de 2007, 21:00 | Irlanda                                              | 14 – 10 BD | Georgia                                                                  | Parc Lescure, Burdeos                                    |                                                          |
|                                 | Tries: R. Best 17' c Dempsey 55' c Con: O'Gara (2/2) | Reporte    | Try: Shkinin 45' c Con: Kvirikashvili (1/1) Pen: Kvirikashvili (1/2) 37' | Asistencia: 34.211 espectadores Árbitro(s): Wayne Barnes | Asistencia: 34.211 espectadores Árbitro(s): Wayne Barnes |

| 16 de septiembre de 2007, 21:00 | Francia | BO 87 – 10 | Namibia                                                          | Stade de Toulouse, Toulouse                               |                                                           |
|                                 | Tries: Heymans 7' m Marty 11' c Dusautoir 21' c Nallet (2) 32' c, 40+' c Clerc (3) 38' c, 59' c, 65' c Bonnaire 47' c Chabal (2) 49' c, 54' c Elissalde 56' c Ibañez 75' m Con: Elissalde (11/13) | Reporte    | Try: Langenhoven 79' c Con: Losper (1/1) Drop: Wessels (1/1) 10' | Asistencia: 34.063 espectadores Árbitro(s): Alain Rolland | Asistencia: 34.063 espectadores Árbitro(s): Alain Rolland |

| 21 de septiembre de 2007, 21:00 | Francia                                                                    | 25 – 3  | Irlanda                | Stade de France, Saint-Denis                            |                                                         |
|                                 | Tries: Clerc (2) 59' m, 69' m Pen: Elissalde (5/6) 7', 18', 22', 40+', 55' | Reporte | Drop: O'Gara (1/1) 37' | Asistencia: 80.000 espectadores Árbitro(s): Chris White | Asistencia: 80.000 espectadores Árbitro(s): Chris White |

| 22 de septiembre de 2007, 21:00 | Argentina | BO 63 – 3 | Namibia                 | Stade Vélodrome, Marsella                                    |                                                              |
|                                 | Tries: Roncero 25' c Leguizamón (2) 35' m, 52' c M. Contepomi 38' c F. Contepomi 45' c Tiesi 55' m Corleto 58' m Try Penal 63' c Todeschini 71' c Con: F. Contepomi (4/7) Todeschini (2/2) Pen: F. Contepomi (2/2) 10', 20' | Reporte   | Pen: Schreuder (1/1) 7' | Asistencia: 60.001 espectadores Árbitro(s): Stuart Dickinson | Asistencia: 60.001 espectadores Árbitro(s): Stuart Dickinson |

| 26 de septiembre de 2007, 18:00 | Georgia | 30 – 0  | Namibia | Stade Félix Bollaert, Lens                              |                                                         |
|                                 | Tries: Giorgadze 37' c Machkhaneli 70' c Kacharava 80+' c Con: Kvirikashvili (3/3) Pen: Kvirikashvili (3/6) 8', 26', 69' | Reporte |         | Asistencia: 35.500 espectadores Árbitro(s): Steve Walsh | Asistencia: 35.500 espectadores Árbitro(s): Steve Walsh |

| 30 de septiembre de 2007, 15:00 | Francia | BO 64 – 7 | Georgia                                          | Stade Vélodrome, Marsella                              |                                                        |
|                                 | Tries: Poitrenaud 6' c Nyanga 30' c Beauxis 37' c Dominici (2) 45' m, 57' m Bruno 52' c Nallet 63' c Martin 67' m Bonnaire 80' m Con: Beauxis (5/9) Pen: Beauxis (3/3) 4', 18', 24' | Reporte   | Try: Z. Maisuradze 72' c Con: Urjukashvili (1/1) | Asistencia: 40.037 espectadores Árbitro(s): Alan Lewis | Asistencia: 40.037 espectadores Árbitro(s): Alan Lewis |

| 30 de septiembre de 2007, 17:00 | Irlanda                                                                      | 15 – 30 | Argentina | Parc des Princes, París                                 |                                                         |
|                                 | Tries: O'Driscoll 32' c Murphy 47' m Con: O'Gara (1/2) Pen: O'Gara (1/1) 20' | Reporte | Tries: Borges 17' m Agulla 39' c Con: F. Contepomi (1/2) Pen: F. Contepomi (3/4) 43', 62', 66' Drop: Hernández (3/5) 21', 36', 79' | Asistencia: 48.500 espectadores Árbitro(s): Paul Honiss | Asistencia: 48.500 espectadores Árbitro(s): Paul Honiss |

## Fase final
|  | Cuartos de final                            | Cuartos de final                             |                                              |           | Semifinales            | Semifinales            |  |  | Final                                   | Final |
|  |                                             |                                              |                                              |           |                        |                        |  |  |                                         |       |
|  | 6 de octubre – Stade Vélodrome, Marsella    |                                              |                                              |           |                        |                        |  |  |                                         |       |
|  |                                             |                                              |                                              |           |                        |                        |  |  |                                         |       |
|  | Australia                                   | 10                                           |                                              |           |                        |                        |  |  |                                         |       |
|  | Australia                                   | 10                                           | 13 de octubre – Stade de France, Saint-Denis |           |                        |                        |  |  |                                         |       |
|  | Inglaterra                                  | 12                                           |                                              |           |                        |                        |  |  |                                         |       |
|  | Inglaterra                                  | 12                                           | Inglaterra                                   | 14        |                        |                        |  |  |                                         |       |
|  | 6 de octubre – Millennium Stadium, Cardiff  |                                              | Inglaterra                                   | 14        |                        |                        |  |  |                                         |       |
|  |                                             | Francia                                      | 9                                            |           |                        |                        |  |  |                                         |       |
|  | Nueva Zelanda                               | Francia                                      | 9                                            | 18        |                        |                        |  |  |                                         |       |
|  | Nueva Zelanda                               |                                              | 20 de octubre – Stade de France, Saint-Denis | 18        |                        |                        |  |  |                                         |       |
|  | Francia                                     | 20                                           |                                              |           |                        |                        |  |  |                                         |       |
|  | Francia                                     | 20                                           | Inglaterra                                   | 6         |                        |                        |  |  |                                         |       |
|  | 7 de octubre – Stade Vélodrome, Marsella    |                                              | Inglaterra                                   | 6         |                        |                        |  |  |                                         |       |
|  |                                             | Sudáfrica                                    | 15                                           |           |                        |                        |  |  |                                         |       |
|  | Sudáfrica                                   | Sudáfrica                                    | 15                                           | 37        |                        |                        |  |  |                                         |       |
|  | Sudáfrica                                   | 14 de octubre – Stade de France, Saint-Denis |                                              | 37        |                        |                        |  |  |                                         |       |
|  | Fiyi                                        | 20                                           |                                              |           |                        |                        |  |  |                                         |       |
|  | Fiyi                                        | 20                                           | Sudáfrica                                    | 37        | Tercer y cuarto puesto | Tercer y cuarto puesto |  |  |                                         |       |
|  | 7 de octubre – Stade de France, Saint-Denis |                                              | Sudáfrica                                    | 37        | Tercer y cuarto puesto | Tercer y cuarto puesto |  |  |                                         |       |
|  |                                             | Argentina                                    | 13                                           |           |                        |                        |  |  |                                         |       |
|  | Argentina                                   | Argentina                                    | 13                                           | 19        | Francia                | 10                     |  |  |                                         |       |
|  | Argentina                                   |                                              |                                              | 19        | Francia                | 10                     |  |  |                                         |       |
|  | Escocia                                     | 13                                           |                                              | Argentina | 34                     |                        |  |  |                                         |       |
|  | Escocia                                     | 13                                           |                                              |           | 34                     |                        |  |  |                                         |       |
|  |                                             |                                              |                                              |           |                        |                        |  |  | 19 de octubre – Parc des Princes, París |       |
|  |                                             |                                              |                                              |           |                        |                        |  |  |                                         |       |

### Cuartos de final
| 6 de octubre de 2007, 15:00 | Australia                                                      | 10 - 12 | Inglaterra                              | Stade Vélodrome, Marsella                                           |                                                                     |
|                             | Tries: Tuqiri 33' c Con: Mortlock (1/1) Pen: Mortlock (1/4) 7' | Reporte | Pen: Wilkinson (4/7) 23', 26', 52', 60' | Asistencia: 60.012 espectadores Árbitro(s): Alain Rolland (Irlanda) | Asistencia: 60.012 espectadores Árbitro(s): Alain Rolland (Irlanda) |

| 6 de octubre de 2007, 21:00 | Nueva Zelanda                                                                      | 18 - 20 | Francia                                                                                              | Millennium Stadium, Cardiff                                           |                                                                       |
|                             | Tries: McAlister 17' c So'oialo 63' m Con: Carter (1/1) Pen: Carter (2/2) 14', 31' | Reporte | Tries: Dusautoir 54' c Jauzion 69' c Con: Beauxis (1/1) Élissalde (1/1) Pen: Beauxis (2/3) 40+', 46' | Asistencia: 74.123 espectadores Árbitro(s): Wayne Barnes (Inglaterra) | Asistencia: 74.123 espectadores Árbitro(s): Wayne Barnes (Inglaterra) |

| 7 de octubre de 2007, 15:00 | Sudáfrica | 37 - 20 | Fiyi                                                                   | Stade Vélodrome, Marsella                                        |                                                                  |
|                             | Tries: Fourie 13' m Smit 35' m Pietersen 51' c Smith 70' c James 80' c Con: Montgomery (3/5) Pen: Steyn (1/1) 8' Montgomery (1/2) 63' | Reporte | Tries: Delasau 57' c Bobo 59' c Con: Bai (2/2) Pen: Bai (2/2) 26', 44' | Asistencia: 59.987 espectadores Árbitro(s): Alan Lewis (Irlanda) | Asistencia: 59.987 espectadores Árbitro(s): Alan Lewis (Irlanda) |

| 7 de octubre de 2007, 21:00 | Argentina                                                                                                  | 19 – 13 | Escocia                                                                          | Stade de France, Saint-Denis                                     |                                                                  |
|                             | Tries: Longo 33' c Con: F. Contepomi (1/1) Pen: F. Contepomi (3/4) 23', 29', 43' Drop: Hernández (1/4) 54' | Reporte | Tries: Cusiter 63' c Con: Paterson (1/1) Pen: Parks (1/1) 16' Paterson (1/1) 38' | Asistencia: 79.963 espectadores Árbitro(s): Joël Jutge (Francia) | Asistencia: 79.963 espectadores Árbitro(s): Joël Jutge (Francia) |

### Semifinales
| 13 de octubre de 2007, 21:00 | Inglaterra                                               | 14 – 9  | Francia                   | Stade de France, Saint-Denis,                                           |                                                                         |
|                              | Try: Lewsey 2' Pen:Wilkinson 47', 74' Drop:Wilkinson 77' | Reporte | Pen: 7', 18', 43' Beauxis | Asistencia: 80.283 espectadores Árbitro(s): Jonathan Kaplan (Sudáfrica) | Asistencia: 80.283 espectadores Árbitro(s): Jonathan Kaplan (Sudáfrica) |

| 14 de octubre de 2007, 21:00 | Sudáfrica                                                                                        | 37 – 13 | Argentina                                                          | Stade de France, Saint-Denis,                                           |                                                                         |
|                              | Tries: Du Preez 6' Habana 31', 76' Rossouw 39' Con: Montgomery (4) Pen: Montgomery 16', 70', 74' | Reporte | Try: 45' M. Contepomi Con: F. Contepomi Pen: 14', 28' F. Contepomi | Asistencia: 77.055 espectadores Árbitro(s): Steve Walsh (Nueva Zelanda) | Asistencia: 77.055 espectadores Árbitro(s): Steve Walsh (Nueva Zelanda) |

### Tercer y cuarto puesto
| 19 de octubre de 2007, 21:00 | Francia                                             | 10 - 34 | Argentina | Parc des Princes, París,                                                |                                                                         |
|                              | Try: Poitrenaud 69' Con: Beauxis Pen: Élissalde 18' | Reporte | Tries: 28', 77' F. Contepomi 32' Omar Hasan 53' Aramburú 65' Corleto Con: (3) F. Contepomi Pen: 21' F. Contepomi | Asistencia: 45.958 espectadores Árbitro(s): Paul Honiss (Nueva Zelanda) | Asistencia: 45.958 espectadores Árbitro(s): Paul Honiss (Nueva Zelanda) |

### Final
| 20 de octubre de 2007, 21:00 | Inglaterra                 | 6 – 15  | Sudáfrica                                      | Stade de France, Saint-Denis,                             |                                                           |
|                              | Penales Wilkinson 13', 44' | Reporte | Penales 7', 16', 40', 51' Montgomery 62' Steyn | Asistencia: 80.430 espectadores Árbitro(s): Alain Rolland | Asistencia: 80.430 espectadores Árbitro(s): Alain Rolland |

|                   |
| Sudáfrica         |
|                   |
| Campeón Sudáfrica |
| Segundo título    |

## Celebraciones

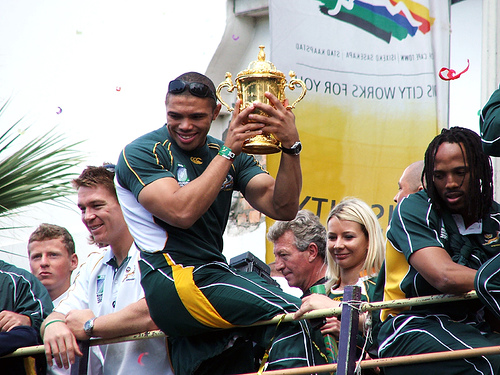
Bryan Habana sostiene la Copa Webb Ellis durante las celebraciones por la consecución del título en el Mundial de Rugby de 2007.

Días después los Springboks fueron recibidos en el Aeropuerto de Johannesburgo por el presidente Thabo Mbeki y una multitud. Al otro día iniciaron un recorrido por seis ciudades de Sudáfrica durante cuatro días para celebrar con sus compatriotas.

## Premios y máximos anotadores
Con todos los partidos jugados (7), el sudafricano: Victor Matfield fue elegido el Mejor Jugador del Torneo.

### Máximo anotador
| Puesto | Jugador                 | Selección     | Puntos | Tries | Conversiones | Penales | Drop |
| ------ | ----------------------- | ------------- | ------ | ----- | ------------ | ------- | ---- |
| 1      | Percy Montgomery        | Sudáfrica     | 105    | 2     | 22           | 17      | 0    |
| 2      | Felipe Contepomi        | Argentina     | 91     | 3     | 11           | 18      | 0    |
| 3      | Jonny Wilkinson         | Inglaterra    | 67     | 0     | 5            | 14      | 5    |
| 4      | Nick Evans              | Nueva Zelanda | 50     | 2     | 20           | 0       | 0    |
| 5      | Jean-Baptiste Élissalde | Francia       | 47     | 1     | 12           | 6       | 0    |

Conv. = conversiones. Drop = drop goal.

### Máximos anotadores de tries
| Jugador        | Selección     | Tries |
| -------------- | ------------- | ----- |
| Bryan Habana   | Sudáfrica     | 8     |
| Drew Mitchell  | Australia     | 7     |
| Doug Howlett   | Nueva Zelanda | 6     |
| Shane Williams | Gales         | 6     |
| Joe Rokocoko   | Nueva Zelanda | 5     |

## Estadísticas finales
Actualizado al 20 de octubre de 2007
| Puntos | Selección      | Partidos | Tries | Conv. | Penales | Drop |   |   |
| ------ | -------------- | -------- | ----- | ----- | ------- | ---- | - | - |
| 327    | Nueva Zelanda  | 5        | 48    | 36    | 5       | 0    | 2 | 0 |
| 278    | Sudáfrica      | 7        | 33    | 25    | 13      | 3    | 7 | 0 |
| 227    | Francia        | 7        | 27    | 19    | 18      | 0    | 2 | 0 |
| 225    | Australia      | 5        | 31    | 20    | 8       | 2    | 2 | 0 |
| 209    | Argentina      | 7        | 23    | 14    | 18      | 4    | 3 | 0 |
| 168    | Gales          | 4        | 23    | 16    | 7       | 0    | 0 | 0 |
| 140    | Inglaterra     | 7        | 12    | 7     | 15      | 5    | 3 | 0 |
| 134    | Fiyi           | 5        | 16    | 12    | 10      | 0    | 2 | 0 |
| 129    | Escocia        | 5        | 15    | 15    | 8       | 0    | 1 | 0 |
| 89     | Tonga          | 4        | 9     | 7     | 10      | 0    | 3 | 1 |
| 85     | Italia         | 4        | 8     | 6     | 11      | 0    | 3 | 0 |
| 69     | Samoa          | 4        | 5     | 4     | 12      | 0    | 1 | 0 |
| 64     | Irlanda        | 4        | 9     | 5     | 2       | 1    | 2 | 0 |
| 64     | Japón          | 4        | 7     | 4     | 7       | 0    | 0 | 0 |
| 61     | Estados Unidos | 4        | 7     | 4     | 6       | 0    | 4 | 0 |
| 51     | Canadá         | 4        | 6     | 3     | 5       | 0    | 1 | 0 |
| 50     | Georgia        | 4        | 5     | 5     | 5       | 0    | 2 | 0 |
| 40     | Rumania        | 4        | 5     | 3     | 3       | 0    | 1 | 0 |
| 38     | Portugal       | 4        | 4     | 3     | 3       | 1    | 1 | 0 |
| 30     | Namibia        | 4        | 3     | 3     | 2       | 1    | 0 | 1 |

Conv. : conviersones Drop : drop goal